# موش جنگلی دشت‌های جنوب
موش جنگلی دشت‌های جنوب (نام علمی: Neotoma micropus) نام یک گونه از سرده موش کپه‌ساز است.